# Лишка, Павел
Павел Лишка (чеш. Pavel Liška; род. 29 января 1972) — чешский актёр театра и телевидения.
Родился в городе Либереце. Окончил Академию музыки имени Яначека в Брно. Он выступал на театральной сцене HaDivadlo в Брно и в Национальном театре (например, главная роль Ромео в шекспировской пьесе Ромео и Джульетта). Его первой ролью в фильме был Фрэнсис в «Возвращении идиота» (1999) .
В 2000-м снялся в клипе Милен Фармер «Optimistique-Moi».
С 2002 по 2013 год его женой была дочь политического активиста Джона Бока, танцовщица и актриса Кристина Бокова (род. в 1981 году). В 2005 году у них родился сын Симон Самуил. В настоящее время его партнерша — актриса и певица Барбора Полакова, с которой у него двое детей.